# روبرت وليامز (طبال)
روبرت وليامز (بالإنجليزية: Robert Williams)‏ هو طبال أمريكي، ولد في 1955 في بوسطن في الولايات المتحدة.

## وصلات خارجية
- روبرت وليامز على موقع ميوزك برينز (الإنجليزية)
- روبرت وليامز على موقع ديسكوغز (الإنجليزية)